# Juste une femme
Pour plus de détails, voir Fiche technique et Distribution.
Juste une femme est un documentaire français de Mitra Farahani de 26 minutes, produit en 2002.
Ce documentaire est un des tout premiers à évoquer la condition féminine en Iran, tout en abordant la transidentité dans ce pays, les craintes à se montrer en tant que femme, le rejet des autres, les menaces permanentes.
Ce documentaire est sélectionné à la Berlinale 2002, au cours de laquelle il est récompensé par le prix spécial du jury aux Teddy Awards.

## Synopsis
Morvarid devient une femme en 1999. En octobre 2000, elle vit sa féminité cachée derrière les quatre murs de son appartement. Pour la première fois, elle est couverte d'un tchador et est prête à sortir en tant que femme. Le film suit sa métamorphose.